# Hiiumaa
Hiiumaa (nemško, švedsko Dagö) je drugi največji otok v Estoniji in je del zahodnoestonskega arhipelaga v Baltskem morju. Njegova površina znaša 989 km², dolžina obale pa je ocenjena na 310 km.

## Imena
Hiiumaa je administrativno 'glavni otok' okraja Hiiu, ki se v estonščini imenuje Hiiumaa ali Hiiu maakond. Švedsko in nemško ime otoka je švedsko Dagö ali nemško Dagden ('dnevni' otok) in dansko Dagø. V sodobni finščini se imenuje Hiidenmaa, dobesedno 'Hiisijeva dežela'. V starem Gutnishu je bil Dagaiþ ('dnevna preliv'), iz katerega izhaja lokalno severnogermansko ime Daë.

## Zgodovina

### Prazgodovina
Hiiumaa je nastal iz Baltskega morja pred 8500 leti zaradi izostatičnega dviga po umiku ledenega pokrova. Mezolitske naselbine najdemo na otoškem polotoku Kõpu iz približno leta 5500 pred našim štetjem. Zdi se, da so te naselbine povezane predvsem z lovom na tjulnje in segajo v najzgodnejši neolitik. Ker se Hiiumaa nenehno dviguje, je bila lokalna gladina morja 20 m višja kot danes ob tem času. Zaradi tega so ta naselja daleč od sodobne obale. Keramika, najdena na teh najdiščih, je tipa Narva in je podobna tisti, ki so jo našli na Saaremaa in estonski celini.
Na otoku je tudi vrsta kamnitih cistastih grobov od pozne bronaste dobe do mlajše železne dobe.

### Križarske vojne
Prvi dokumentirani zapis o otoku Dageida so naredili sodobni kronisti leta 1228, ko so Hiiumaa in preostalo Estonijo osvojili germanski križarji. Leta 1254 je bil Hiiumaa razdeljen med škofijo Ösel-Wiek in livonsko vejo Tevtonskega reda, ki je deloma delovala v imenu Hanzeatske lige.

### Švedsko in rusko obdobje
Otok je bil del Švedske Estonije od leta 1563 do 1721, nato pa je prešel v Ruski imperij kot del gubernije Estonije, čeprav je švedsko prebivalstvo Dagöja obdržalo večino svojih privilegijev. Večina prej številnega švedsko govorečega prebivalstva otoka je emigriralo ali je bilo 'estonizirano' v obdobju carske ruske vladavine, čeprav je manjšina ostala do 20. stoletja. Estonski Švedi so znani tudi kot aibofolke (»otočani« v lokalnem švedščini) ali rannarootslased (»obalni Švedi« v estonščini). Upravno je otok Hiiumaa pripadal okraju Lääne.

### Prva svetovna vojna
Hiiumaa je med prvo svetovno vojno zasedla cesarska nemška vojska v operaciji Albion. Po vojni, leta 1918, je postala del neodvisne Estonije.

### Druga svetovna vojna
Vode blizu Hiiumaa so bile aktivne med drugo svetovno vojno:
- 23. junij 1941 - nemška morska mina je potopila sovjetski rušilec Gnevny
- 25. junij - sovjetski minolovec T-208 Shkiv je uničila nemška morska mina
- 27. junij - Sovjetske morske mine so uničile dva nemška motorna torpedna čolna, S43 in S106
- 1. julij - sovjetsko podmornico M-81 je uničila nemška morska mina severno od Hiiumaa
- 7. julij - potopljen je bil sovjetski minolovec T-216
- 30. julij - potopljen sovjetski minolovec T-201 Zarjad
- 10. avgust - nemško podmornico U-144 je potopil torpedo sovjetske podmornice SC-307
- Otok Hiiumaa je leta 1940 okupirala stalinistična Sovjetska zveza, leta 1941 nacistična Nemčija in leta 1944 spet ZSSR

Hiiumaa je ostal pod sovjetskim nadzorom, dokler Estonija ni ponovno pridobila neodvisnosti avgusta 1991. V obdobju sovjetske okupacije 1944-1991 je bil Hiiumaa razglašen za prepovedano območje, zaprto za tujce in večino celinskih Estoncev. Številne zapuščene sovjetske utrdbe in komunikacijski stolpi so še vedno prisotni na severni obali otoka.

## Naravno okolje
Hiiumaa je otok v Estoniji, severno od Saaremaa v Baltskem morju. Je najsevernejši otok v arhipelagu Muhu, ki vključuje Saaremaa in Muhu. Hiiumaa ima nizek relief (do 68 m nadmorske višine) in je večinoma sestavljena iz apnenca, ki je izpostavljen v pečinah okoli delov otoške obale. Na severu otoka je vrsta fosiliziranih plaž, ohranjenih, ko je prišlo do dviga. Sodobne plaže so predvsem na severni in zahodni obali. Naravno okolje je zaščiteno v naravnem rezervatu Tahkuna in biosfernem rezervatu Zahodnoestonskega arhipelaga.
Hiiu Shoal (Nekmangrund) je ob severozahodni obali otoka Hiiumaa. Preliv Soela ločuje Hiiumaa od Saaremaa na jugu, preliv Muhu pa jo ločuje od celine Estonije.

### Ekologija
Živalstvo in rastlinstvo Hiiumaa sta podobni estonski celini. Sesalci so los, navadni jelen, srna, divja svinja, lisica, ris in kune. Volkovi so nedavno začeli ponovno naseljevati otok, potem ko so bili lokalno izumrli.
Minke so ponovno naselili leta 2000, potem ko so jih lovci s pastmi iztrebili. Od konca 1990-ih na otoku poteka projekt ohranjanja, katerega cilj je obnoviti populacije evropskih kun (Mustela lutreola), ogrožene vrste, od katere je od leta 2017 v Evropi ostalo le približno 1000 posameznih primerkov. Ta projekt se je začel z odstranitvijo vseh ameriških kun z otoka ki so pobegnile iz farm za vzrejo, in ponovno uvedbo nekaterih evropskih minkov. Slednji se je začel razmnoževati.
Vrste ptic, ki jih najdemo na otoku so črna štorklja, planinski orel, žerjavi, sabljarka in labodi. V gozdovih prevladujejo borovci in listavci, ostalo neobdelano zemljo prekrivajo močvirja in sipine. Na otoku raste približno 1000 vrst velikih rastlin, od katerih jih je 50 zaščitenih.

### Geologija
Izpostavljena geologija Hiiumaa je sestavljena iz paleozojskega apnenca, ki pada proti jugu in je prekrit z ledeniškimi sedimenti. Na severu otoka so apnenci iz ordovicija in rastejo navzgor do silurja na jugu. Ti apnenci so nastali pri 30 stopinjah južne širine in se od takrat premikajo proti severu s preostalim delom estonskega bloka. Vrtine so odkrile kambrijske sedimentne kamnine in kristalinsko podlago.
V ordoviciju (pred približno 455 milijoni let) je morsko dno zadel meteorit, ki je oblikoval 4 km široko udarno strukturo Kärdla. Ta struktura je bila nato napolnjena s paleozojskimi sedimenti. Je približno 4 km zahodno-jugozahodno od Kärdle in je komaj vidna v sodobni geomorfologiji. Krater je v globini dobro ohranjen, z jasnim robom, brečami ter minerali in kamninami, ki so nastale zaradi vročine in pritiska trka.
Apnenec je prekrit s pleistocenskimi ledeniškimi nanosi, ki so nastali, ko se je ledeni pokrov umikal pred 11 do 12 tisoč leti. Te vključujejo končne morene, dve najvidnejši sta ena na jugu otoka, ki teče proti severovzhodu, in druga, ki tvori polotok Kõpu.

## Mesta in stavbe
Otok ima več vasi, pa tudi majhno mesto Kärdla (3287 prebivalcev) in majhni okrožji Käina in Kõrgessaare. Najstarejša ohranjena cerkev je bila zgrajena v Pühalepi leta 1259, čeprav je bila ponovno zgrajena v 18. stoletju. Hanzeatska zveza je zgradila svetilnik v Kõpu blizu začetka 16. stoletja. Je tretji najstarejši stalno delujoči svetilnik na svetu.

## Zaposlovanje in raba zemljišč
Gospodarstvo otoka je večinoma turizem, živinoreja, poljedelstvo, ribolov in predelava rib. Turizem je večinoma sezonski.
Svet Hiiumaa se strinja z gradnjo vetrne elektrarne. V zadnjem času je opaziti trend manjših kmetij in več turizma.

## Galerija
- Svetilnik Tahkuna
- Cerkev Kassari
- Stara kmečka hiša
- Muzej Sõru
- Kapela Malvaste
- Avtomobili se vkrcajo na trajekt za celino pri Heltermaa
- Obala Hiiumaa
- Vetrnica Tubala
- Dvorec Suuremõisa v Suuremõisi
- Avenija v parku Suuremõisa
- Kavarna v pristanišču Orjaku
- Naravoslovna pot pri Orjaku